# Muyejebo
De Muyejebo (무예제보 hanja: 武藝諸譜) is een martiale handleiding geschreven tijdens het bewind van de Koreaanse koning Seon Jo (선조, 1567-1608).
Tijdens de Imjin oorlog (임진왜란), raakten de Koreanen bekend met het boek Ji Xiao Xin Shu (紀效新書 Kor.: 기효신서), geschreven door de beroemde Chinese militair strateeg, Qi Jiguang (戚继光 Kor:. 척계광) . Toen de Koreaanse koning Seon Jo hoorde van het bestaan van het boek, vroeg hij de Chinese generaal Li Ru-song hem het te geven. Li weigerde, maar de koning zond er mannen op uit om het boek in het geheim aan te schaffen.
Koning Seon Jo nodigde naar aanleiding hier van Chinese instructeurs uit, wat uiteindelijke leidde tot de samenstelling van de Muyejebo. In 1759 werd een herziene uitgave uitgegeven, de Muyesinbo (무예신보 hanja: 武藝新譜) en deze twee boeken samen vormden de basis voor het veel bekendere Muyedobotongji (무예도보통지 hanja:武藝圖譜通志) die in 1791 werd uitgegeven.

## Referentielijst
1. ↑  Kim, Wee-hyun. "Muyedobo T'ongji: Illustrated Survey of the Martial Arts." Korea Journal 26:8 (August 1986): 42-54.